# Большие надежды (телесериал, 2011)
«Большие надежды» (англ. Great Expectations) — драматический телесериал, снятый по одноимённому роману Чарльза Диккенса. Премьера состоялась 27 декабря 2011 года на телеканале BBC One. Первую серию посмотрели 6,6 миллионов зрителей.

## Сюжет
Юный Пип встречает на болотах беглого каторжника Абеля Мэгвича, который поручает ему украсть напильник, чтобы снять кандалы. Пип возвращается, принося кусок пирога с напильником внутри, к большому удивлению Мэгвича. Позже каторжника повторно арестовывают во время борьбы с таинственным беглецом.
Пип живёт со своей сестрой и кузнецом Джо Гарджери, который учится у дяди Пипа. Живущая в затворничестве мисс Хэвишем хочет использовать мальчика в качестве друга по играм своей приёмной дочери Эстеллы, и, конечно, сестра Пипа соглашается на это. Во время своего пребывания в доме мисс Хэвишем Пип убеждается, что она станет его благодетельницей, но разочаровывается, когда узнаёт, что она оплатила его обучение ремеслу Джо и сообщила, что он никогда не вернётся повидаться с ними. Когда Пип с Джо находятся в доме, на сестру Пипа нападает Орлик. Оставляя её прикованной к постели, Пип начинает своё семилетнее обучение.
Семь лет спустя Пипа, однажды видевшегося с Эстеллой, посещает адвокат Джеггерс и сообщает тому, что нашёлся анонимный благотворитель, который оплатит его переезд в Лондон, и начало там жизни Пипа в качестве джентльмена, но при условии, что он будет известен лишь как Пип, а не мистер Пип, и не будет знать об источнике денежных средств. Предполагая, что благодетелем является мисс Хэвишем, Пип навещает её и обещает не допустить нарушения условий.

## Актёрский состав
| В ролях           |  | Персонаж                  |
| ----------------- |  | ------------------------- |
| Дуглас Бут        |  | Пип                       |
| Оскар Кеннеди     |  | Юный Пип                  |
| Джек Рот          |  | Орлик                     |
| Рэй Уинстон       |  | Абель Мэгвич              |
| Дэвид Суше        |  | Джеггерс                  |
| Пол Рис           |  | Компесон                  |
| Шон Дули          |  | Джо Гарджери              |
| Джиллиан Андерсон |  | мисс Хэвишем              |
| Ванесса Кирби     |  | Эстелла                   |
| Марк Эдди         |  | дядя Памблчук             |
| Гарри Ллойд       |  | Герберт Покет             |
| Мэри Роскоу       |  | Ханна, домоуправительница |
| Пол Риттер        |  | Уэммик                    |
| Том Бёрк          |  | Бентли Драммл             |
| Сьюзан Линч       |  | Молли                     |
| Клэр Рашбрук      |  | миссис Джо                |
| Пердита Уикс      |  | Клара                     |
| Фрэнсис Барбер    |  | миссис Брэндли            |

## Съёмки фильма
В июле 2011 года во время трёхдневных съемок BBC использовало Холденби-хаус близ Нортгемптона, чтобы отснять внешние планы вымышленной усадьбы из фильма. Для превращения здания в другое, съёмочная группа предварительно потратила 4 дня и ещё 2 дня всего, чтобы вернуть прежний вид 21-го века. Персоналом было использовано 80 тонн грязи, водорослей и лиан, чтобы придать дому упадочный вид Сатис-хауса из фильма.
Внутренние планы усадьбы были сняты в особняке Лэнглибьюри, бывшем загородном доме и имении близ Уотфорда, Хертфордшир. Отдельные сцены были сняты в Холденби-хаусе.
Кузница Гарджери была построена в болотистой местности на востоке графства Эссекс в деревне Толлесбьюри, в то время как в открытых сценах сериала видна деревенская церковь святого Томаса Бекета Кентерберийского, расположенная в заброшенной деревне графства Кент.
Сцена с лошадьми, наблюдаемыми Эстеллой из окна, снята в парке Остерли.
Территория Гринвичского госпиталя была использована для съёмок офиса Джаггера при знакомстве Компейсона и Орлика.
Британские медиа (The Independent, The Guardian, The Daily Telegraph) высказывали некоторые опасения относительно выбора Джиллиан Андерсон на роль мисс Хэвишэм.

## Награды и номинации
Полный перечень наград и номинаций — на сайте IMDB
| Премия                        | Категория                                                   | Имя                                                | Результат |
| ----------------------------- | ----------------------------------------------------------- | -------------------------------------------------- | --------- |
| BAFTA TV Award 2012           | Best Photography and Lighting: Fiction                      | Флориан Хоффмейстер                                | Победа    |
| BAFTA TV Award 2012           | Премия BAFTA за лучшую работу художника-постановщика        | Дэвид Роджер                                       | Победа    |
| BAFTA TV Award 2012           | Лучшее достижение в области специальных визуальных эффектов | Генри Баджетт, Люси Эйнсуорт-Тейлор, Анжела Барсон | Победа    |
| Прайм-тайм премия «Эмми» 2012 | Outstanding Art Direction for a Miniseries or a Movie       | Джо Корнштейн, Дэвид Роджер, Пол Жирардани         | Победа    |
| Прайм-тайм премия «Эмми» 2012 | Outstanding Cinematography for a Miniseries or Movie        | Флориан Хоффмейстер                                | Победа    |
| Прайм-тайм премия «Эмми» 2012 | Outstanding Costumes for a Miniseries, Movie or a Special   | Энни Симонс, Ивонн Дакетт                          | Победа    |
| Прайм-тайм премия «Эмми» 2012 | Outstanding Main Title Design                               | Том Бромвич, Роди Кайя, Ник Беннс                  | Победа    |